# Джонс, Эрнест
Эрнест Джонс (Ernest Jones; 1 января 1879 — 11 февраля 1958, Лондон) — ученик и первый биограф Зигмунда Фрейда, автор его трёхтомной биографии. Основатель Британского психоаналитического общества. Способствовал популяризации идей психоанализа в Великобритании и других англоязычных странах.

## Биография
Джонс родился в Гауэртоне (Уэльс), в семье инженера. Учился в Университетском колледже в Кардиффе и Университетском колледже Лондона, который и окончил в 1901 году с высшим отличием по медицине и акушерству, и Королевский медицинский колледж (1903 г. — золотая медаль по акушерству). Вошёл в Королевскую коллегию врачей.
Позже специализировался по неврологии, слушал лекции в университетах Мюнхена, Парижа и Вены.
В начале XX века Джонс работал в Лондоне акушёром, домашним врачом при детском госпитале, в Фаррингдонском диспансере, морском госпитале, и в больнице Вест-Энда. Основные занятия: неврология, психиатрия, хирургия и терапия. Исследовал афазию и детскую сексуальность. В 1905 г. стал первым английским врачом-психоаналитиком. В 1907 г. стажировался по психиатрии у Э. Крепелина и неврологии у А. Альцгеймера (Мюнхенская психиатрическая клиника). В Цюрихе познакомился с Э. Блейлером, Карлом Юнгом и др.(клиника Бургхельцли).
В 1908 г. с Карлом Юнгом организовал Первый Международный психоаналитический конгресс в Зальцбурге; там же впервые встретил Фрейда. В том же году поступил на работу в Торонтский университет, возглавил клинику нервных болезней в Онтарио. В 1909 г. перебрался в Университет Кларка. Пытался применить принципы психоанализа к вопросам искусства, литературы, фольклора и антропологии. В 1910 г. опубликовал влиятельную статью, где дал психоаналитическое толкование Гамлета.
Джонс стоял у истоков Американской психоаналитической ассоциации (1911) и Лондонского психоаналитического общества (институт и поликлиника). В 1913 г. Джонс основал Британское психоаналитическое общество. Одно из занятий — медицинская психология. Исследовал проблемы страхов, вины и ненависти при неврозах, прегенитальные фазы развития личности, символизма, женской сексуальности и др. В 1920 г. основал «Международный журнал психоанализа» и оставался его редактором на протяжении 19 лет. Также редактировал журнал «Социальные аспекты психоанализа».
После прихода к власти нацистов Джонс организовал переезд Фрейда, его семьи и учеников в Англию и другие страны. Начиная с 1944 г. работал над фундаментальной биографией учителя, которая не потеряла своего значения по сей день.

## Личная жизнь
У Джонса был роман с Анной Фрейд. Не желая ссориться с её отцом, Джонс предпочёл взять в жёны Морфид Оуэн (1891—1918) — начинающего валлийского композитора. Вместе они прожили всего 19 месяцев. Внезапно овдовев, Джонс в 1919 г. женился на подруге Анны Фрейд — Катарине Йокль. Их сын Мервин Джонс (1922—2010) известен как автор биографии Сталина и романа «Джон и Мэри», экранизированного в 1969 г. Питером Йетсом.

## Значение
Президент Британского психоаналитического Общества и Международной психоаналитической ассоциации, член и почётный член многих психологических и психиатрических ассоциаций и обществ. Автор многих книг и 300 статей по клиническому психоанализу и различным психоаналитическим проблемам антропологии, фольклора, литературы, искусства, теории и истории психоанализа и пр. Оказал значительное влияние на развитие и распространение психоанализа и международного психоаналитического движения.